# Критське море

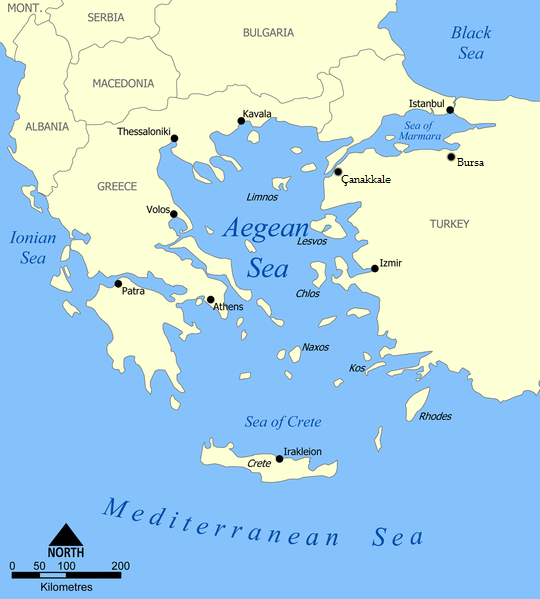
Критське море на мапі

Критське море (грец. Κρητικό πέλαγος) — частина Середземного моря, на півдні Егейського моря, на північ від островів Крит і Кітіра та на південь від Кікладських островів, на заході межує із Іонічним морем, і на захід від Додеканесських островів Родос, Карпатос і Касос. На північний захід — Міртойське море, складова Середземного моря, що лежить між Кикладами та Пелопоннесом. На ESE — Левантійське море. Через острів Крит, до протилежного його берега, починається Лівійське море. 
Налагоджено жваве поромне сполучення морем між портом Пірей, Додеканезом та Критом. Найбільша глибина — 2,591 m. 

## Найбільші порти
- Кіссамос
- Ханья
- Судас
- Ретимно
- Іракліон
- Сітія
- Айос-Ніколаос
- Касос
- Анафі
- Санторіні

## Клімат
Акваторія моря лежить в середземноморській області північного субтропічного кліматичного поясу. Влітку переважають тропічні повітряні маси, взимку — помірні. Значні сезонні амплітуди температури повітря і розподілу атмосферних опадів. Влітку спекотно, ясна і тиха погода; взимку відносно тепло, похмура вітряна погода і дощить.

## Біологія
Акваторія моря належить до морського екорегіону Левантійського моря бореальної північноатлантичної зоогеографічної провінції. У зоогеографічному відношенні донна фауна континентального шельфу й острівних мілин до глибини 200 м належить до середземноморської провінції, перехідної зони між бореальною та субтропічною зонами.